# نورث امریکن ای-۳۶ آپاچی

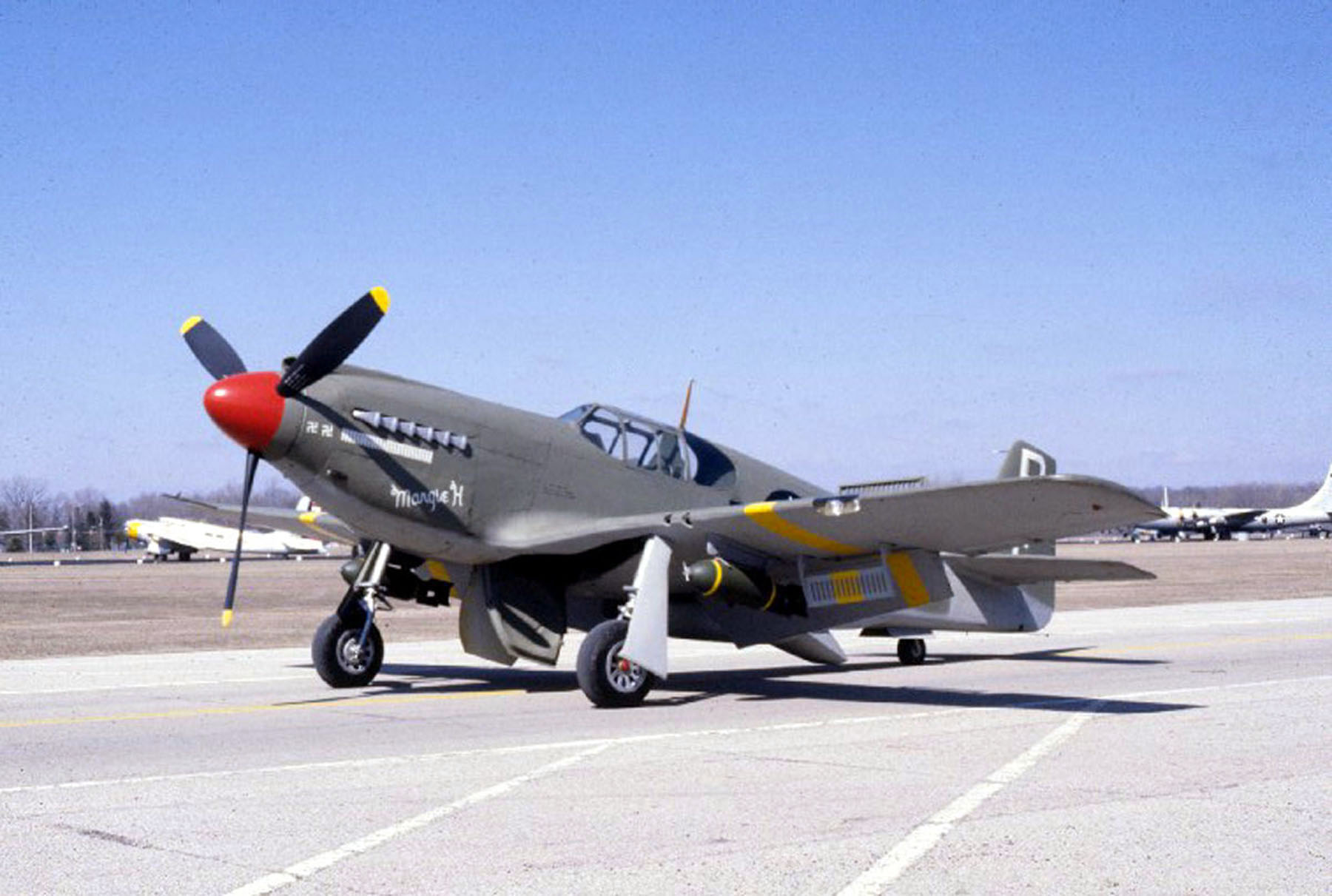
نورث امریکن ای-۳۶ آپاچی

نورث امریکن ای-۳۶ آپاچی (به انگلیسی: North American A-36 Apache) یک هواپیمای ساختِ کارخانهٔ نورث امریکن اوییشن در کشور ایالات متحده آمریکا است. نخستین استفاده‌کنندهٔ این هواپیما نیروی هوایی ارتش ایالات متحده آمریکا بوده‌است. این هواپیما برای نخستین بار در ۱ اکتبر ۱۹۴۲ میلادی مورد استفاده قرار گرفت.